# Mount Mende
Mount Mende ist ein etwa 1500 m hoher Nunatak im westantarktischen Ellsworthland. Er ragt 800 m südwestlich des Mount Lanzerotti in den Sky-Hi-Nunatakkern auf.
Das Advisory Committee on Antarctic Names benannte ihn 1987 nach dem US-amerikanischen Physiker Stephen B. Mende (* 1939) vom Lockheed Research Laboratory in Palo Alto, einem ab 1973 leitenden Atmosphärenforscher auf der Siple-Station und der Amundsen-Scott-Südpolstation.